# International Association of Volcanology and Chemistry of the Earth's Interior
De International Association of Volcanology and Chemistry of the Earth's Interior (IAVCEI) is een organisatie die de primaire internationale focus voor onderzoek in vulkanologie vertegenwoordigt, inspanningen om vulkanische rampen te verlichten en onderzoek naar gerelateerde disciplines, zoals vurige geochemie en petrologie, geochronologie, vulkanische minerale afzettingen en de fysica van de wording en het stijgen van magma in de hogere aardmantel en de aardkorst. De IAVCEI is onderdeel van de International Union of Geodesy and Geophysics.
De IAVCEI publiceert artikelen in het wetenschappelijke tijdschrift Bulletin of Volcanology.

## Geschiedenis
De International Union of Geodesy and Geophysics (IUGG) is een niet-gouvernementele organisatie die is opgericht in 1919. De sectie vulkanologie van de IUGG was de voorloper van de IAVCEI. De IAVCEI werd officieel opgericht tijdens de eerste Algemene Bijeenkomst van de IUGG. Deze bijeenkomst werd in 1922 in Rome gehouden. Tijdens de vierde algemene bijeenkomst, in 1930 in Stockholm, werd de naam in International Association of Volcanology (IAV) veranderd. De naam werd in 1967 opnieuw aangepast, ditmaal naar de huidige naam, om meer overeen te komen met de naam van de International Association of Seismology and the Physics of the Earth's Interior (IASPEI).

## Tijdschrift
Het tijdschrift Bulletin of Volcanology wordt uitgegeven door de IAVCEI. Het tijdschrift is een voortzetting van Bulletin Volcanologique, dat in 1922 met publicaties begon.